# Hugo Claus
Hugo Claus (5. duben 1929, Bruggy – 19. březen 2008, Antverpy) byl belgický spisovatel vlámské národnosti, známý svým zvláštním jazykem, v němž spisovnou nizozemštinu obohacují prvky různých vlámských nářečí. Proslavil ho román Smutek Belgie. 

## Život
Byl nejstarší z pěti synů tiskaře. Od osmnácti měsíců do jedenácti let byl umístěn v klášterním ústavu a v různých chlapeckých penzionátech. Od roku 1940 žil u rodičů, otec byl po válce stíhán za kolaboraci. Hugo Claus vystudoval gymnázium, poté navštěvoval sochařskou třídu výtvarné akademie a divadelní akademii v Gentu. Živil se jako ilustrátor, malíř a sezónní dělník. 
V 50. letech se stal členem umělecké skupiny CoBrA. Tři roky (1950-1953) žil v Paříži, kde se stýkal se surrealisty a existencialisty. Poté žil v Římě, od roku 1955 v Gentu, v 70. letech načas v Amsterdamu.
Roku 1979 získal nizozemskou cenu Constantijn Huygensprijs, v roce 1986 Cenu nizozemského písemnictví.
Proslul svými vztahy s populárními herečkami. V roce  1955 se oženil s herečkou Elly Overzierovou a v roce 1963 se jim narodil syn Thomas.  V roce 1970 se v Amsterodamu  seznámil s nizozemskou herečkou Kitty Courboisovou (o tomto vztahu napsal knihu Het jaar van de kleft; Rok raka). V roce 1974 žil v Paříži, kde navázal vztah  s nizozemskou herečkou Sylvií Kristelovou, známou z erotického trháku Emanuelle. Spolu mají syna Artura. Po návratu do Belgie pracoval několik let na svém stěžejním románu Smutek Belgie, který vyšel v roce 1983. V roce 1993 se oženil s přítelkyní Veerle De Wit.
Na konci života trpěl Alzheimerovou chorobou a v březnu 2008 se rozhodl ukončit život eutanazii.

## Dílo
Jeho tvorba je výrazně společensky angažovaná. Napsal přes dvě stě děl různých forem: romány, divadelní hry, filmové scénáře, povídky, eseje, básně.
V roce 1947 vydal první sbírku experimentální poezie nazvanou Kleine reeks (Malá řada). Roku 1950 vydal první román, poprvé pod názvem De eendenjacht (Lov na kachny), později jako De Metsiers (Metsiersové). Známým se stal roku 1952 díky románu De Hondsdagen (Psí dny), který zaznamenal velký úspěch. Roku 1955 napsal svou první divadelní hru Een bruid in de morgen (Jitřní nevěsta). Básnická sbírka Oostakkerse gedichten (Oostakkerské básně) z roku 1955 patří mezi klasiku vlámské literatury. V roce 1962 vydal román De Verwodering (Úžas), v němž řeší otázky kolaborace. 
V roce 1968 se dostal před soud kvůli divadelní hře Masscheroen, ve které představil Svatou trojici v podobě tří nahých mužů. 
Roku 1965 debutoval i jako filmový scenárista a režisér – natočil film De Vijanden (Nepřátelé). V roce 1969 představil divadelní hru Vrijdag (Pátek). Zdaleka největšího ohlasu mezinárodního dosáhl však až roku 1983 knihou Het verdriet van België (Smutek Belgie).

### Česky vyšlo
- Metsiersové (Pět belgických novel), přel. Olga Krijtová, Odeon, 1974
- Fámy, přel. Olga Krijtová, Paseka, 2005
- Smutek Belgie, přel. Radka Smejkalová, RUBATO, 2023

Divadelní hry
- Cukr, přel. Olga Krijtová, Praha Dilia, 1974
- Enšpígl, přel. Olga Krijtová, Praha Dilia, 1976
- Pas de deux, přel. Olga Krijtová, Praha Dilia, 1977
- Jitřní nevěsta, přel. J. Husák, Praha Dilia, 1988

Slovensky
- Úžas, přel. Júlia Máleková, Bratislava SPKK, 1983